# Rachelu
Rachelu – wieś w Rumunii, w okręgu Tulcza, w gminie Luncavița. W 2011 roku liczyła 812 mieszkańców.